# Chitarra suona più piano
Chitarra suona più piano è un brano musicale del 1971 scritto da Nicola Di Bari, Franca Evangelisti e Marcello Marrocchi arrangiato da Guido e Maurizio De Angelis. Vincitore dell'edizione di Canzonissima del 1971, davanti a Via del Conservatorio di Massimo Ranieri. Inoltre il disco raggiunse anche il primo posto della hit parade italiana, dal 29 gennaio 1972 e vi rimane per sette settimane. Pubblicato nel 45 giri Chitarra suona più piano/Lontano, lontano .
Il testo
Il testo della canzone descrive un'Italia bucolica, delle serenate al chiaro di luna, della chitarra a cui delegare i messaggi dell'anima ma che deve essere discreta ("chitarra suona più piano, qualcuno può sentire, soltanto lei deve capire"), con i grilli che cantano nel prato e la notte che odora di fieno.

## Altre versioni
- 1972, Los Catinos, realizzarono una versione in spagnolo con il titolo Guitarra Suena Mas Bajo (La Hora) .
- 1989, Mina nel suo album Uiallalla